# Detenzione
La detenzione, secondo il diritto civile italiano, indica la generica disponibilità materiale di una cosa. Nel diritto penale indica invece la condizione di privazione della libertà personale (reclusione).

## Diritto civile
Nel diritto civile indica la disponibilità di una cosa. Essa è una situazione di fatto ben diversa dal possesso, che è definito all'articolo 1140 del codice civile italiano, e che viene inteso quale potere sulla cosa che si manifesta in un'attività corrispondente alla proprietà o un altro diritto reale. Nel caso del possesso, infatti, non si riconosce ad altri un diritto sulla cosa. Nella detenzione questo avviene, e risulta quindi essere situazione ben diversa. Infatti si può mantenere il possesso della cosa in modo diretto anche attraverso un'altra persona, che la detiene.
Per fare un esempio pratico, se Tizio presta la sua automobile a Caio, questi non ne diventa il possessore, ma solo un detentore. Il possesso è ancora in mano di Tizio proprio per mezzo di Caio. Se Caio, invece, non riconosce che l'auto è di proprietà di Tizio, allora ne diventa possessore mediante l'uso (risulta ovvio che Tizio potrà rifarsi in giudizio su Caio).
La "trasformazione" da detentore a possessore avviene allorquando occorra un atto di opposizione (visibile all'"esterno") che neghi il riconoscimento del diritto altrui prima riconosciuto.

## Diritto penale
In diritto penale, diritto processuale penale, diritto dell'esecuzione penale e diritto penitenziario la detenzione rappresenta la materiale disponibilità fisica di una persona per l'autorità carceraria o per l'autorità giudiziaria, a qualsiasi titolo, cioè sia di fermo di indiziato di delitto, arresto, custodia cautelare, reclusione o ergastolo, venendo usata come sinonimo di reclusione. In tal senso in ogni atto del procedimento penale italiano viene specificato se ciascun indagato o ciascun imputato è presente come libero, detenuto per altra causa oppure detenuto per la medesima causa in trattazione.
Si definisce detenzione domiciliare lo scontare una pena restando rinchiusi nel proprio domicilio ovvero in una casa di cura o di assistenza.